# 川辺村 (埼玉県北埼玉郡)
川辺村（かわべむら）は埼玉県の北東部、北埼玉郡に属していた村。

## 地理
- 河川 - 利根川、渡良瀬川

## 歴史
- 1889年（明治22年）4月1日 町村制施行により、向古河村、駒場村、本郷村、柏戸村、栄村、小野袋村の一部が合併し北埼玉郡川辺村が成立する。
- 1932年（昭和7年）7月1日 茨城県猿島郡新郷村の一部（伊賀袋・立崎の一部）を編入する。
- 1955年（昭和30年）4月1日 利島村と合併し北川辺村となる。